# Guvernul Victor Ciorbea
Guvernul Victor Ciorbea a condus România în perioada 12 decembrie 1996 - 30 martie 1998.

## Componența
- 11 decembrie 1996 - Validarea de către Parlament a Guvernului

- 12 decembrie 1996 - Depunerea jurământului în fața președintelui României, Emil Constantinescu

| Portofoliu | Nume                    | Partid      | În funcție din    | Până la           |
| --- | ----------------------- | ----------- | ----------------- | ----------------- |
| Prim-ministru | Victor Ciorbea          | PNTCD       | 12 decembrie 1996 | 30 martie 1998    |
| Ministru de stat, ministrul finanțelor (din 29 decembrie 1997 poartă denumirea de Ministrul finanțelor)                                                     | Mircea Ciumara          | PNTCD       | 12 decembrie 1996 | 5 decembrie 1997  |
| Ministru de stat, ministrul finanțelor (din 29 decembrie 1997 poartă denumirea de Ministrul finanțelor)                                                     | Daniel Dăianu           | Independent | 5 decembrie 1997  | 17 aprilie 1998   |
| Ministru de stat, ministrul afacerilor externe (din 29 decembrie 1997 poartă denumirea de Ministrul afacerilor externe)                                     | Adrian Severin          | PD          | 12 decembrie 1996 | 29 decembrie 1997 |
| Ministru de stat, ministrul afacerilor externe (din 29 decembrie 1997 poartă denumirea de Ministrul afacerilor externe)                                     | Andrei Pleșu            | Independent | 29 decembrie 1997 | 17 aprilie 1998   |
| Ministru de stat, ministrul reformei (din 5 decembrie 1997 poartă denumirea de Ministrul reformei, președinte al Consiliului pentru Reformă)                | Ulm Nicolae Spineanu    | PNTCD       | 12 decembrie 1996 | 5 decembrie 1997  |
| Ministru de stat, ministrul reformei (din 5 decembrie 1997 poartă denumirea de Ministrul reformei, președinte al Consiliului pentru Reformă)                | Ilie Șerbănescu         | Independent | 5 decembrie 1997  | 17 aprilie 1998   |
| Ministru de stat, ministrul industriei și comerțului | Călin Popescu-Tăriceanu | PNL         | 12 decembrie 1996 | 5 decembrie 1997  |
| Ministru de stat, ministrul industriei și comerțului | Mircea Ciumara          | PNTCD       | 5 decembrie 1997  | 17 aprilie 1998   |
| Ministrul justiției (din 29 decembrie 1997 poartă denumirea de Ministru de stat, ministrul justiției)                                                       | Valeriu Stoica          | PNL         | 12 decembrie 1996 | 17 aprilie 1998   |
| Ministrul muncii și protecției sociale (din 29 decembrie 1997 poartă denumirea de Ministru de stat, ministrul muncii și protecției sociale)                 | Alexandru Athanasiu     | PSDR        | 12 decembrie 1996 | 17 aprilie 1998   |
| Ministrul apărării naționale (în perioada 29 decembrie 1997 - 11 februarie 1998 poartă denumirea de Ministru de stat, ministrul apărării naționale)         | Victor Babiuc           | PD          | 12 decembrie 1996 | 11 februarie 1998 |
| Ministrul apărării naționale (în perioada 29 decembrie 1997 - 11 februarie 1998 poartă denumirea de Ministru de stat, ministrul apărării naționale)         | Constantin Dudu-Ionescu | PNTCD       | 11 februarie 1998 | 17 aprilie 1998   |
| Ministrul de interne (din 29 decembrie 1997 poartă denumirea de Ministru de stat, ministru de interne)                                                      | Gavril Dejeu            | PNTCD       | 12 decembrie 1996 | 17 aprilie 1998   |
| Ministrul agriculturii și alimentației | Dinu Gavrilescu         | PNTCD       | 12 decembrie 1996 | 17 aprilie 1998   |
| Ministrul transporturilor | Traian Băsescu          | PD          | 12 decembrie 1996 | 11 februarie 1998 |
| Ministrul transporturilor | Anton Ionescu           | PNL         | 11 februarie 1998 | 17 aprilie 1998   |
| Ministrul comunicațiilor | Sorin Pantiș            | PNL         | 12 decembrie 1996 | 17 aprilie 1998   |
| Ministrul turismului | Akos Birtalan           | UDMR        | 12 decembrie 1996 | 17 aprilie 1998   |
| Ministrul lucrărilor publice și amenajării teritoriului | Nicolae Noica           | PNTCD       | 12 decembrie 1996 | 17 aprilie 1998   |
| Ministrul apelor, pădurilor și mediului înconjurător | Ion Oltean              | PD          | 12 decembrie 1996 | 5 decembrie 1997  |
| Ministrul apelor, pădurilor și mediului înconjurător | Sorin Frunzăverde       | PD          | 5 decembrie 1997  | 11 februarie 1998 |
| Ministrul apelor, pădurilor și mediului înconjurător | Romică Tomescu          | PNTCD       | 11 februarie 1998 | 17 aprilie 1998   |
| Ministrul învățământului (din 5 decembrie 1997 poartă denumirea de ministrul educației naționale)                                                           | Virgil Petrescu         | PNTCD       | 12 decembrie 1996 | 5 decembrie 1997  |
| Ministrul învățământului (din 5 decembrie 1997 poartă denumirea de ministrul educației naționale)                                                           | Andrei Marga            | Independent | 5 decembrie 1997  | 17 aprilie 1998   |
| Ministrul cercetării și tehnologiei | Bujor-Bogdan Teodoriu   | Independent | 12 decembrie 1996 | 11 februarie 1998 |
| Ministrul cercetării și tehnologiei | Horia Ene               | Independent | 11 februarie 1998 | 17 aprilie 1998   |
| Ministrul sănătății | Ștefan Iosif Drăgulescu | PNTCD       | 12 decembrie 1996 | 5 decembrie 1997  |
| Ministrul sănătății | Ion Victor Bruckner     | Independent | 5 decembrie 1997  | 17 aprilie 1998   |
| Ministrul culturii | Ion Caramitru           | Independent | 12 decembrie 1996 | 17 aprilie 1998   |
| Ministrul tineretului și sportului | Mihai-Sorin Stănescu    | PNL         | 12 decembrie 1996 | 5 decembrie 1997  |
| Ministrul tineretului și sportului | Crin Antonescu          | PNL         | 5 decembrie 1997  | 17 aprilie 1998   |
| Ministrul pentru relația cu Parlamentul | Bogdan Niculescu-Duvăz  | PD          | 12 decembrie 1996 | 11 februarie 1998 |
| Ministrul pentru relația cu Parlamentul | Ioan Avram Mureșan      | PNTCD       | 11 februarie      | 17 aprilie 1998   |
| Ministru delegat pe lângă primul-ministru pentru coordonarea Secretariatului General al Guvernului și a Departamentului pentru administrație publică locală | Remus Opriș             | PNTCD       | 12 decembrie 1996 | 17 aprilie 1998   |
| Ministru delegat pe lângă primul-ministru pentru integrare europeană                                                                                        | Alexandru Herlea        | PNTCD       | 12 decembrie 1996 | 17 aprilie 1998   |
| Ministrul privatizării | Valentin M. Ionescu     | PNL         | 5 decembrie 1997  | 17 aprilie 1998   |
| Ministru delegat pe lângă primul ministru pentru informații publice                                                                                         | Radu Boroianu           | PNL         | 12 decembrie 1996 | 5 decembrie 1997  |
| Ministru delegat pe lângă primul ministru pentru informații publice                                                                                         | Sorin Bottez            | PNL         | 5 decembrie 1997  | 17 aprilie 1998   |
| Ministru delegat pe lângă primul ministru pentru minorități naționale                                                                                       | György Tokay            | UDMR        | 12 decembrie 1996 | 17 aprilie 1998   |

## Remanieri guvernamentale
- 5 decembrie 1997
- 29 decembrie 1997
- 11 februarie 1998 - Ieșirea de la guvernare a PD
- 17 aprilie 1998 - Cabinetul își încheie mandatul, după demisia premierului Victor Ciorbea pe 30 martie 1998

## Sursa
- Rompres Arhivat în 19 iunie 2010, la Wayback Machine.